# Riverdale (Nebraska)
Riverdale es una villa ubicada en el condado de Buffalo en el estado estadounidense de Nebraska. En el Censo de 2010 tenía una población de 182 habitantes y una densidad poblacional de 266,18 personas por km².

## Geografía
Riverdale se encuentra ubicada en las coordenadas 40°47′2″N 99°9′38″O / 40.78389, -99.16056. Según la Oficina del Censo de los Estados Unidos, Riverdale tiene una superficie total de 0.68 km², de la cual 0.68 km² corresponden a tierra firme y (0%) 0 km² es agua.

## Demografía
Según el censo de 2010, había 182 personas residiendo en Riverdale. La densidad de población era de 266,18 hab./km². De los 182 habitantes, Riverdale estaba compuesto por el 97.8% blancos, el 0% eran afroamericanos, el 0% eran amerindios, el 0% eran asiáticos, el 0% eran isleños del Pacífico, el 0% eran de otras razas y el 2.2% pertenecían a dos o más razas. Del total de la población el 0.55% eran hispanos o latinos de cualquier raza.